# Грейс Кулидж
Грейс Ана Годху Кулидж (на английски: Grace Anna Goodhue Coolidge) е съпруга на Калвин Кулидж - 30-ия президент на САЩ, и първа дама на Съединените американски щати от 1923 до 1929 г.
Родена е в Бърлингтън, Върмонт на 31 януари 1879 г. Завършва Университета във Върмонт през 1902 г. Запознава се с Калвин Кулидж през 1903 г. Двамата сключват брак на 4 октомври 1905 г. Имат 2 сина – Джон Кулидж (1906-2000) и Калвин Кулидж Джуниър/Младши (1908-1924).